# Rio Arly
O rio Arly é um rio no departamento francês dos departamentos da Saboia e Alta-Saboia na região francesa de Ródano-Alpes, eque corre no vale do mesmo nome, o vale de Arly.

## Geografia
Nasce no comuna francesa de Megève a norte do monte Joly. Passa em seguida pelas comunas francesas de Praz-sur-Arly e pouco mais a jusante passa da Saboia à Alta-Saboia na localidade chamada Panloup antes de se lançar no rio Isère.

## Toponímia
O rio Arly deu o seu hidrônimo não só ao vale de Arly como também à localidade de  Praz-sur-Arly.

## Garganta de Arly
São muito conhecidas pelos que passam na estrada nacional 212 (RN212), que liga Sallanches à comuna de Albertville, a Garganta de Arly muito escavadas e sombrias e cujo rio transborda regularmente obrigando a fechar a garganta.